# 青池
43°29′36.8″N 142°36′50.9″E / 43.493556°N 142.614139°E

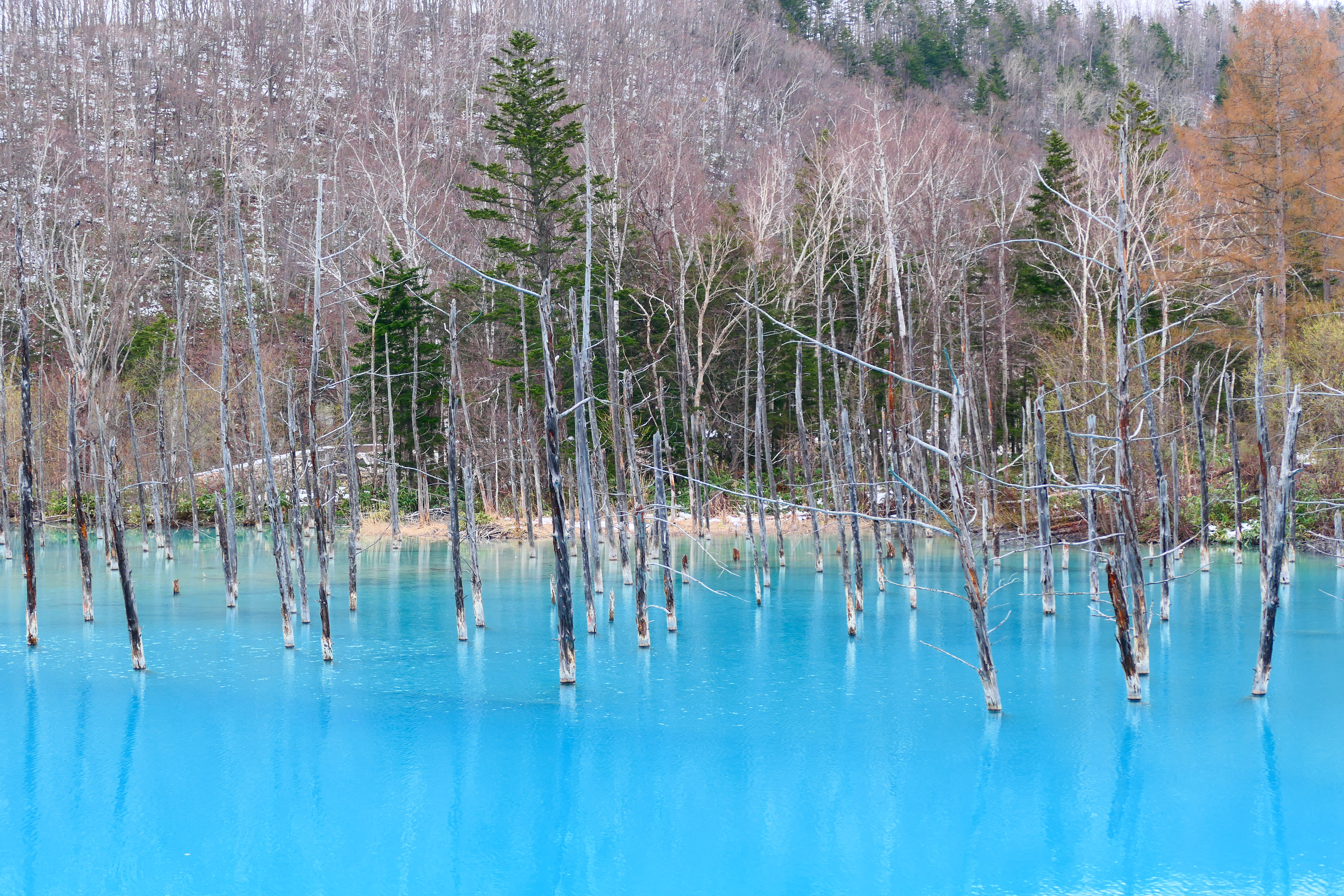
青池

青池（日语：／ Aoi-ike）是位於日本北海道上川郡美瑛町白金的一個人工水池。又稱「白金青池」、「美瑛白金青池」。
青池標高約500米，位於美瑛町的東南部，美瑛川左岸，白金溫泉西北約2.5公里處。為1988年（昭和63年）12月，為了防止十勝岳爆發後的堆積物產生火山泥流的災害，在美瑛川建設了多個攔河堤，而青池就是其中的一座攔河堤所形成的水池。
青池以其青色的水池顏色而著稱，水池中有不少因長期泡水而頹圮枯死的日本落葉松及白樺等樹木。在2012年7月，蘋果公司將青池的照片選為OS X Mountain Lion作業系統內藏之15張壁紙的其中之一。